# Parc Nacional de Doñana
Doñana és un espai natural protegit espanyol situat a Andalusia, que té una extensió de 53.709 ha., entre el Parc Natural de Doñana i el Parc Nacional de Doñana, comprèn una gran extensió de maresmes que acull durant l'hivern nombroses espècies d'aus aquàtiques, que cada any arriben als 200.000 individus. Hi treballen diferents institucions científiques que vetllen per un desenvolupament adequat de les comarques limítrofes i per la conservació d'algunes espècies molt amenaçades que hi habiten. Doñana es considera la més gran reserva econògica d'Europa. El nom del parc deriva del de Doña Ana de Silva y Mendoza, muller del VII Duc de Medina-Sidonia. Fou declarat Patrimoni de la Humanitat per la Unesco el 1994. L'any 2006 el parc rebé 376.287 visites.

## Desastre natural
L'any 1998 una mina propera a aquest parc sofrí el vessament de la seva bassa de residus tòxics. Durant la matinada del 25 d'abril del 1998, la bassa que contenia els residus tòxics provinents de la mina d'Aznalcóllar es trencà i entre 4,5 i 8 hm³ de residus van anar a parar al riu Guadiamar, que quedava a escassos 100 m. Aquesta mina era explotada per la gran quantitat de pirita que conté, principalment, i era propietat de l'empresa sueca Boliden.
Els residus abocats consistien en llots i aigües contaminades amb elevades concentracions de metalls pesants (zinc, coure, plom, etc.) i altres contaminants. Tant l'aigua com els llots presentaven un valor molt baix de pH que provocà que fauna i flora d'aquest riu morissin i zones properes també quedessin afectades. Donat que el riu Guadiamar flueix pel Parc Nacional, es van construir uns dics de contenció per tal d'evitar que tots aquests residus hi accedissin i també el contaminessin provocant danys majors. Aleshores, els residus van quedar desviats anant a parar al Guadalquivir.
Tot i que estava previst que l'activitat d'extracció de la mina d'Aznalcóllar es reprengués al llarg de l'any 2015, el Govern aturà la reobertura d'aquesta mina a mitjan març de 2014